# Viktor Steska

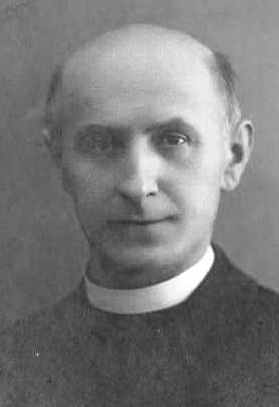
Viktor Steska

Viktor Steska (* 1. Januar 1868 in Ljubljana (Laibach); † 1. Januar 1946 ebenda) war ein slowenischer Kunsthistoriker und römisch-katholischer Geistlicher.

## Leben
Nach dem Besuch des Gymnasiums und dem theologischen Studium in Ljubljana wurde Viktor Steska 1891 zum Priester geweiht. Anschließend war er bis 1896 Kaplan in Kočevje (Gottschee) und bis 1898 in Ljubljana. Von 1899 bis 1906 war Steska bischöflicher Sekretär und von 1906 bis 1918 Direktor der bischöflichen Kanzlei im Bistum Ljubljana. Danach wirkte er noch bis zu seinem Ruhestand 1926 als Kulturreferent bei der slowenischen Landesregierung.
Viktor Steska war Gründer des Vereins für christliche Kunst Društvo za krščansko umetnost und Ehrenvorsitzender der kunsthistorischen Gesellschaft Slovensko umetnostnozgodovinsko društvo (SUZD).

## Leistungen
Steska publizierte seine Arbeiten vorwiegend in den Zeitschriften Carniola, Cerkveni glasbenik, Dom in svet, Izvestje Društva za krščansko umetnost und Mladika. Dabei deckte er ein breites Spektrum der Geschichtswissenschaft ab: von Literatur- und Musikgeschichte über Archäologie bis hin zur Kunstgeschichte, welche, gefördert durch den Generalvikar des Bistums Laibach Janez Fils, sein Hauptbetätigungsfeld bildete. Besondere Beachtung fand sein 1927 erschienenes Buch Slovenska umetnost. I. del Slikarstvo, das die auf dem slowenischen Gebiet tätigen Maler vom Mittelalter bis zur Moderne behandelt. Eine umfangreiche Bibliographie seiner Arbeiten bieten Rajko Ložar in den Zbornik za umetnostno zgodovino und Mirko Juteršek im Slovenski biografski leksikon.